# Старгейт Вселена
„Старгейт Вселена“ е третият сериал, чието действие се развива във вселената на Старгейт. За разлика от предшественика си „Старгейт Атлантис“, който е замислен spin -of на "Старгейт SG 1" той се развива в нова самостоятелна посока. Създателите му целят създаването на една съвсем нова атмосфера, нехарактерна за старгейт-филмите и сериалите, като същевременно се опитват да запазят основните елементи характерни за поредицата (среща с нови цивилизации, изследване на космоса и т.н.). В голяма степен е наблегнато на отношетията между героите, характерен стил наложен от фантастичната драма „Бойна звезда Галактика“. Тук за разлика от предишните сериали няма да има един силно изразен враг, около който да се развива действието.
Първите два епизода на сериала са излъчени на 2 октомври 2009 г. Оттук нататък периодично в края на всяка седмица излиза по един нов епизод с нормална продължителност.

## Сценарий
Действието на сериала се развива на кораба на древните „Съдба“. Той е изпратен от тях в древни времена да разпространява старгейтове в галактиките, където няма такъв. Екип от учени и военни попада на него след инцидент на земна база на друга планета, където се провеждат експерименти за набиране на адрес с девет символа на портала. Именно този адрес ги отвежда на „Съдба“ на хиляди светлинни години от Земята без начин на връщане и ограничени запаси от въздух и храна. В процеса на изследване на кораба попадналите там разбират, че не могат да го управляват, но могат да използват старгейта за посещение на планети с наличието на такъв за кратки периоди от време, през които корабът излиза от хиперпространството.
Сериалът е прекратен през 2010 и не се очаква да има трети сезон или филм.